# Континуирано образовање
Континуирано образовање је концепт по коме се образовање не завршава стицањем формалних звања и диплома, већ је неопходно континуирано осавремењавање теоријског фундуса и практичних знања. У пракси се односи на различите допунске програме професионалцима али и особама које нису комплетирале формалне степене образовања. Већина савремених професија и професионалних удружења, укључујући и социјални рад, захтева од својих чланова да прођу одређене тренинге током времена како би задржали лиценцу за рад или омогућили себи рад на новим пољима праксе. Континуирано образовање заузима важно место у институцијама, пошто процес промена у пружању услуга захтева и адекватан тренинг особља. Развојем нових технологија, посебно интернета, стварају се услови за допунско образовање, као и учење на даљину.